# اس‌زد پیاله
اس‌زد پیاله یک ستاره است که در صورت فلکی پیاله قرار دارد.